# Тильман, Клаус
Клаус Тильман (нем. Klaus Thielmann; род. 29 октября 1933, Пульсниц) — немецкий политик, член СЕПГ. С января 1989 по апрель 1990 года занимал должность министра здравоохранения ГДР.

## Биография
Клаус Тильман, серболужичан по национальности, вырос в семье врача, окончил сорбскую среднюю школу в Баутцене. В 1952—1957 годах изучал медицину в Лейпцигском университете и Эрфуртской медицинской академии. в 1957 году защитил докторскую диссертацию, один год проработал врачом-ассистентом в окружной больнице Штральзунда и в 1958—1959 годах служил судовым врачом в Ростоке. В 1959—1963 годах Тильман работал научным ассистентом институтов физиохимии при Грайфсвальдском и Йенском университетах.
В 1963 году получил звание главного врача и в 1965 году приступил к преподавательской деятельности. В 1968—1971 годах являлся приглашённым профессором в Национальном центре научных исследований в Гаване. В 1974 году получил звание профессора в Эрфуртской медицинской академии и в 1976—1982 годах занимал должность проректора по естественнонаучным и медицинским исследованиям. В 1978 году Тильман вступил в СЕПГ. В 1982 году был назначен на должность заместителя министра высшего и среднего специального образования, в январе 1989 года получил должность министра здравоохранения.
С 20 ноября 1989 года занимал эту же должность в правительстве Ханса Модрова. После отставки до октября 1991 года преподавал в Институте патологии медицинского факультета (Шарите) Берлинского университета. В 1992—1994 годах по поручению Европейского банка реконструкции и развития Тильман работал консультантом по вопросам менеджмента в Международной московской финансово-банковской школе. В 1994—1997 годах в той же функции работал в Ташкентском региональном учебном центре банковского дела. В 1998—2001 годах Тильман возглавлял в Москве проект ЕС в поддержку управления здравоохранением России. В 2001—2004 годах Тильман привлекался к реализации нескольких международных проектов по реформированию системы российского здравоохранения. Также занимался лекторской работой и публикациями.
Помимо родных немецкого и верхнелужицкого Тильман свободно владеет английским, испанским, русским и французским языками. Проживает в Германии, женат, отец шестерых детей.